# Kroatië op het Eurovisiesongfestival 1999
Kroatië nam deel aan het Eurovisiesongfestival 1999 in Jeruzalem, Israël. Het was de 7de deelname van het land op het Eurovisiesongfestival. De selectie verliep via het jaarlijkse Dora. HRT was verantwoordelijk voor de Kroatische bijdrage voor de editie van 1999.

## Selectieprocedure
De nationale finale werd gehouden in de HRT-studio's in Zagreb op 7 maart 1999.
Deze finale werd gepresenteerd door Oliver Mlakar and Vlatka Pokos.
In totaal deden er 24 artiesten mee aan deze finale en de winnaar werd gekozen door 20 regionale jury's en televoting.

| Volgorde | Artiest          | Lied                          | Punten | Plaats |
| -------- | ---------------- | ----------------------------- | ------ | ------ |
| 1        | Teens            | "Miris ljubavi"               | 28     | 14     |
| 2        | Kristina         | "Da zora zna"                 | 0      | 21     |
| 3        | Alen Nižetić     | "Samo ti"                     | 23     | 16     |
| 4        | Andy             | "Samo nebo zna"               | 49     | 9      |
| 5        | En Face          | "Kad prestane kiša"           | 0      | 21     |
| 6        | Giuliano         | "Dobro mi došla ljubavi"      | 87     | 6      |
| 7        | Josip Katalenić  | "San"                         | 106    | 4      |
| 8        | Nikita           | "Kraljica noći"               | 5      | 19     |
| 9        | Magazin          | "Kasno je"                    | 105    | 5      |
| 10       | Sanja Lukanović  | "Jos jednom"                  | 8      | 18     |
| 11       | Turbo X          | "Cijeli svijet je između nas" | 0      | 21     |
| 12       | Goran Karan      | "Nisam te vrijedan"           | 122    | 3      |
| 13       | Joy              | "Uzalud"                      | 11     | 17     |
| 14       | Mandi            | "Lako je reći zbogom"         | 2      | 20     |
| 15       | Marina Tomašević | "Ja sam tvoja žena"           | 28     | 14     |
| 16       | Đani Stipaničev  | "Jos jedno jutro budi se"     | 38     | 12     |
| 17       | Branka Bliznac   | "Dajte ljubavi"               | 0      | 21     |
| 18       | Zrinka           | "Jednom u životu"             | 55     | 8      |
| 19       | Zorana Šiljeg    | "Nije te briga"               | 38     | 12     |
| 20       | Renata Sabljak   | "I kako sada ići dalje"       | 39     | 11     |
| 21       | Doris Dragović   | "Marija Magdalena"            | 207    | 1      |
| 22       | Mladen Grdović   | "Mama Marija"                 | 74     | 7      |
| 23       | Minea            | "U ponoć pozvoni"             | 40     | 10     |
| 24       | Petar Grašo      | "Ljubav jedne žene"           | 153    | 2      |

## In Jeruzalem
In Israël moest Kroatië optreden als 4de van 23 deelnemers, net na Spanje en voor het Verenigd Koninkrijk. Op het einde van de puntentelling bleken ze op een 4de plaats te zijn geëindigd met 118 punten. Dit is tot op heden nog steeds het beste resultaat van het land op het festival.
Men ontving 2 keer het maximum van de punten.
België en Nederland hadden respectievelijk 5 en 1 punten over voor deze inzending.

### Gekregen punten

#### Finale
| 12 punten           | 10 punten   | 8 punten                                       | 7 punten                     | 6 punten                        |
| ------------------- | ----------- | ---------------------------------------------- | ---------------------------- | ------------------------------- |
| - Slovenië - Spanje | - Duitsland | - Bosnië en Herzegovina - Oostenrijk - Turkije | - Frankrijk - Israël - Polen | - Ierland - Litouwen - Portugal |
| 5 punten            | 4 punten    | 3 punten                                       | 2 punten                     | 1 punt                          |
| - België - Malta    | - IJsland   | - Estland                                      | - Cyprus                     | - Nederland - Zweden            |

### Punten gegeven door Kroatië

#### Finale
Punten gegeven in de finale:
| 12 punten | Slovenië              |
| 10 punten | Bosnië en Herzegovina |
| 8 punten  | Israël                |
| 7 punten  | Noorwegen             |
| 6 punten  | Malta                 |
| 5 punten  | Verenigd Koninkrijk   |
| 4 punten  | België                |
| 3 punten  | Duitsland             |
| 2 punten  | Litouwen              |
| 1 punt    | Spanje                |